# Động vật ăn nhuyễn thể

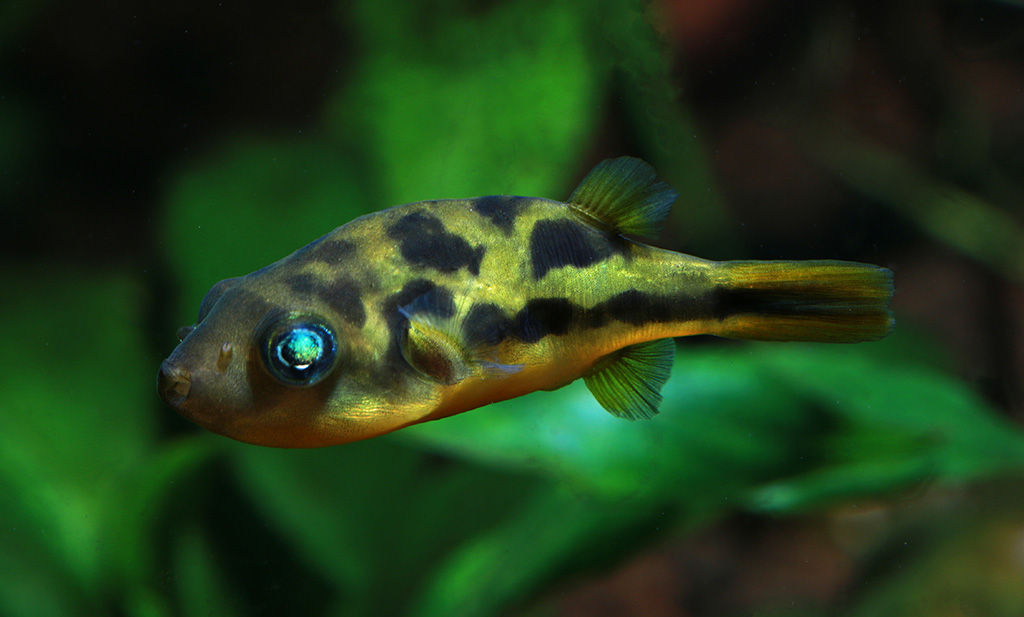
Carinotetraodon travancoricus, một loài cá ăn nhuyễn thể

Động vật ăn nhuyễn thể (tiếng Anh: molluscivore) là các loài động vật có tập tính ăn các loài động vật thân mềm, nhuyễn thể như là một nguồn thức ăn chính. Đây là các động vật tiến hóa chuyên biệt để tận dụng nguồn thực phẩm từ thân thể các loài nhuyễn thể chẳng hạn như ăn ốc, động vật hai mảnh vỏ, tay cuộn và động vật chân đầu. Động vật ăn nhuyễn thể bao gồm nhiều loài ăn thịt (và thường ăn thịt đồng loại) như động vật thân mềm, động vật chân đốt như cua và ấu trùng đom đóm, và động vật có xương sống như cá, chim và động vật có vú..

## Phương pháp
Tiêu thụ nhuyễn thể được thực hiện bằng nhiều cách. 
- Trong một số trường hợp, con mồi động vật thân mềm chỉ đơn giản là nuốt toàn bộ, bao gồm cả vỏ. Chỉ sên biển ăn thịt đồng loại, ốc nón (Coninae) và một số hải quỳ sử dụng phương pháp này. Một số ốc nón đi săn và ăn các loại ốc. Conus marmoreus và Conus omaria có thể giết chết và nuốt chửng con mồi to lớn hơn mình, một số loài Conus có thể nuốt con mồi có trọng lượng lên đến một nửa trọng lượng của mình.
- Một phương pháp khác sử dụng đặc biệt bởi các loài vật có xương sống, là để phá vỡ vỏ, hoặc bằng cách tạo lực trên vỏ cho đến khi nó bị phá vỡ (thường bằng cách cắn) hoặc khéo léo tách vỏ, ví dụ như cua. Những con cua nước ngọt là Syntripsa matannensis và Syntripsa flavichela sử dụng móng vuốt lớn và mạnh mẽ của chúng để bóc vỏ sò, ốc xà cừ.
- Phương pháp khác là để loại bỏ vỏ từ các con mồi. Động vật thân mềm được gắn vào vỏ của chúng bởi các dây chằng cơ bắp mạnh mẽ, làm cho việc gỡ vỏ khó khăn. 
  - Các loài chim thường chèn mỏ thon dài của mình vào vỏ để cắt đứt các dây chằng đính kèm, tạo thuận lợi cho việc loại bỏ các con mồi.
  - Các ốc pulmonate trên cạn ăn thịt sử dụng một phương pháp tương tự nó mở vỏ của con mồi và cắn qua các cơ bắp ở cổ của con mồi, và rồi nó ngay lập tức bắt đầu ngấu nghiến những phần thịt của nạn nhân của nó.
  - Một phương pháp khác được sử dụng bởi các động vật thân mềm tự. Bạch tuộc và ốc molluscivoruous nhất sử dụng xúc tu của chúng để khoan một lỗ thông qua các vỏ, sau đó tiêm nọc độc và các enzym tiêu hóa thông qua các lỗ, sau đó, con mồi tiêu hóa sau đó được hút ra ngoài qua lỗ.
  - Ấu trùng của glowworms và đom đóm chỉ đơn giản là đủ nhỏ để vào vỏ của con mồi và bắt đầu ăn ngay lập tức.